# Candy tuft
『Candy tuft』（キャンディ・タフト）は、田村ゆかりのアルバム。2020年6月24日にCana ariaから発売、コロムビア・マーケティング株式会社から販売された。

## 概要
田村ゆかりのアルバム。Cana ariaから発表された初のフルアルバムである。全曲未発表の10曲構成になっている。
当初2020年5月27日に発売予定だったが新型コロナウイルスによる緊急事態宣言の5月下旬まで延期の影響で6月24日に延期された。

## 収録曲
1. Only oneのあなたのせいよ
作詞：松井五郎
作曲・編曲：園田健太郎
2. BITTER SWEET HOLIDAY
作詞・作曲：RAM RIDER
編曲：FILTER SYSTEM / RAM RIDER
3. Under Lover
作詞：松井五郎
作曲・編曲：佐々木裕
4. 嘘
作詞・作曲：奥華子
編曲：Tsuyoshi
5. 新月のpollen
作詞：松井五郎
作曲・編曲：白戸佑輔
6. Bad eclipse
作詞：松井五郎
作曲・編曲：大島こうすけ
7. 涙のち晴れマーク
作詞：松井五郎
作曲：田村ジュン
編曲：佐藤厚仁
8. Catch me Cats me
作詞：松井五郎
作曲・編曲：園田健太郎
文化放送「田村ゆかりの乙女心♡症候群」オープニング
テレビ朝日「お願い！ランキング」7月 エンディング[3]
「MUSIC B.B.」7月 OPENING レコメンド（#1110 #1111 #1112 #1113放送回）[3][4]
9. 楽園巡礼 ～ Pilgrim of Eden
作詞：松井五郎
作曲・編曲：no_my
テレビ東京系「主治医が見つかる診療所」7月エンディング[5]
10. La La Love call
作詞：松井五郎
作曲・編曲：板垣祐介